# 达昆代
达昆代（斯高克倫語：
），是缅甸克伦邦贾因色基县贾因色基镇区下辖的一個村莊，2014年人口普查為4,994人。

## 外部連結
- Geonames Tagondaing, Myanmar （页面存档备份，存于）